# Přílepy (Boemia centrale)
Přílepy è un comune della Repubblica Ceca facente parte del distretto di Rakovník, in Boemia Centrale.